# Tarasconi Tartarin
A Tarasconi Tartarin (Tartarin de Tarascon) a francia Alphonse Daudet 1872-ben írt szatirikus kisregénye, egyben egyik legismertebb műve. A regény kedélyes, de naiv címszereplője Afrikába indul oroszlánt vadászni, de különféle bonyodalmakba keveredik, és vagyonát is elveszti.

## Keletkezése
A kisregény vázlatának Daudet 1863-as Chapatin, le tueur des lions novellája tekinthető, melyben egy Chapatin nevű hős változatos kalandokon esik át. 1869-ben folytatásokban jelent meg a Barbarin de Tarascon, majd 1870-ben a Le Don Quichotte provençal ou les aventures prodigieuses de l’illustre Barbarin de Tarascon en France et en Algérie. 1872-ben jelent meg legelőször könyv formájában Les Aventures prodigieuses de Tartarin de Tarascon (Tarasconi Tartarin csodálatos kalandjai) címen, mely idővel Tartarin de Tarascon-ra rövidült.
Mint a címből is látható, a végső változatban a címszereplő neve Barbarin-ről Tartarin-re változott. Ennek az volt az oka, hogy Tarasconban élt egy Barbarin de Montfrin nevű polgár, aki perrel fenyegette Daudet-t. Daudet egyébként nem Barbarin de Montfrin-ről mintázta a főhős alakját, hanem saját unokatestvéréről, Henri Reynaud-ról, aki maga is utazott Afrikában, és beszámolt kalandjairól.
A Tartarin de Tarascon voltaképpen egy trilógia első kötete; a következő két könyv Tartarin sur les Alpes (1885) és Port-Tarascon (1890).

## Cselekménye
Tartarin a Provence-i Tarascon városában lakik. A polgárok kedvenc időtöltése a vadászat, de mivel már minden vadat lelőttek a környéken, általában azzal szórakoznak, hogy feldobott sapkákra lövöldöznek. A „sapkavadászok” vezére, Tartarin egy félreértés következtében Algériába indul oroszlánt vadászni. Útja során különféle bonyodalmakba keveredik, és több ember rá is szedi, minek következtében elveszti vagyonát. Városában azonban hírnevet szerez, mivel sikerül lelőnie egy szelídített, vak oroszlánt.

## Fogadtatása
Megjelenésekor a regényt pozitívan fogadták, azonban kritikusai is akadtak. Mi több, a tarasconiak felháborodtak, hogy Daudet gúny tárgyává tette őket. Idővel azonban elfogadták a karaktert, a helyi folklór része lett, sőt a 20. század közepétől még Tartarin-ünnepségeket is tartanak a városban és szobrot is állítottak neki.
Háromszor filmesítették meg, és színművek is készültek a könyv alapján.
Többen a magyar Háry Jánossal hasonlították össze, azonban ez nem helyes, mivel Tartarin nem füllent. Tartarin inkább Don Quijote-val rokonítható; „egy személyben Don Quijote és Sancho Panza”.

## Magyar kiadásai
- Tarasconi Tartarin uram jeles kalandjai. Révai testvérek kiadása, Budapest, 1882. Fordította Fái J. Béla.
- Tarasconi Tartarin rendkívüli kalandjai. Magyar Könyvkiadó Társaság, Budapest, 1905. Grafikus Bloch Nelly.
- Tarasconi Tartarin. Ifjúsági, Budapest, 1954, 1955. Fordította Kálnoky László, illusztrálta Ferenczy Béni.
- Tarasconi Tartarin. Szépirodalmi, Budapest, 1956. Fordította Kálnoky László, illusztrálta Kondor Lajos.
- Tartarin Afrikában. Móra Ferenc Ifjúsági Könyvkiadó, Budapest, 1978. Fordította Kálnoky László, grafikus Würtz Ádám.
- Tarasconi Tartarin uram. E-könyv. Libri, 2017. Fordította Fái J. Béla.